# Таврія В
Таврія В — українська мережа супермаркетів, заснована в 1992 році. На 2022 рік компанія складалася зі 119 торгових об'єктів та інтернет-супермаркету. Таврія-В представлена в Києві, Миколаєві, Харкові, Херсоні, Хмельницькому, Одесі та Одеській області. У компанії працює понад 5 тисяч осіб. Оборот компанії складає 120 млрд 125 тис. грн на рік.
Ключові бізнес-напрямки компанії:
- роздрібна торгівля;
- підприємства громадського харчування;
- виробництво власної продукції;
- будівництво та девелопмент;
- приват-лейбл.

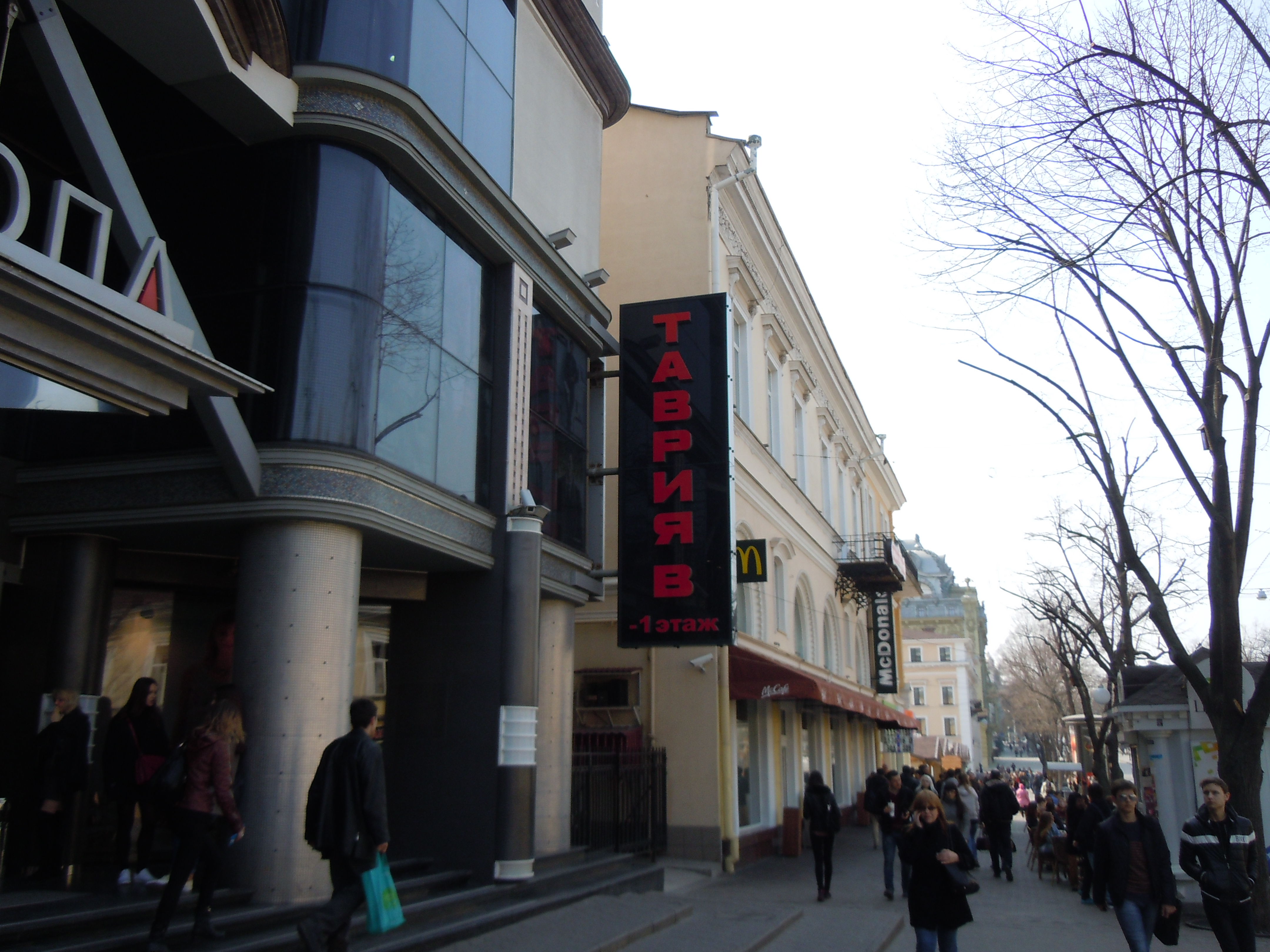
Супермаркет «Таврія В» на Дерибасівській, Одеса

Мереж використовує такі формати торгових точок: торгові центри та «магазини біля дому». Торгові центри орієнтовані на клієнтів, які здійснюють закупки на тиждень, а «магазини біля дому» — на щоденні покупки. Також є окремий напрямок магазинів VIP-класу — делікатес-маркет «Космос». У супермаркетах «Таврія В» переважно представлені продовольчі товари, а частка непродовольчих товарів становить близько 40 %.
«Таврія В» стала першою компанією у південному регіоні України, яка ще в 1999 році надала можливість своїм покупцям користуватися послугами служби постачання і робити покупки у віртуальному продовольчому магазині. Сьогодні функціонує сучасний інтернет-супермаркет, який обслуговує покупців в Одесі та Миколаєві. На базі деяких супермаркетів працює кафе швидкого і здорового харчування — «Т-Спрінт Кафе». Наразі існує 14 таких закладів по всій Україні. У мережі кав'ярень також працює служба постачання. У компанії функціонує відділ виробництва, на базі якого виготовляються продукти і непродовольчі товари під 7 торговими марками. Також «Таврія В» впроваджує практику власного імпорту: на прилавках мережі регулярно з'являються ексклюзивні товари переважно європейського виробництва. До мережі супермаркетів також належать побутові магазини «Блиск&Відро», ресторани «Т-Спрінт Кафе», магазин дитячих товарів «Таврик», інтернет-магазин tavriav.ua та мережа аптек «Welt» (з 2016 року припинила своє існування).

## Мережа супермаркетів
Перший супермаркет мережі був відкритий в 1992 році в Одесі за адресою: вул. Івана Фунтового, 23. На 2020 рік в Україні відкрито 100 об'єктів мережі «Таврія В». З них:
- Одеса: 57 супермаркети, 8 побутових крамниці «Блиск&Відро», 5 ресторанів «Т-Спринт Кафе», 2 ресторани «TREF», 1 ресторан «Romeo & Bagetta», 2 делікатес-маркети «Космос».
- Чорноморськ: 3 супермаркети, 1 ресторан «Т-Спринт Кафе».
- Білгород-Дністровський: 1 супермаркет, 1 ресторан «Romeo & Bagetta», 1 супермаркет низьких цін Пюре.
- Затока: 4 супермаркети
- Ізмаїл: 5 супермаркетів, 1 ресторан «Т-Спринт Кафе», 3 побутових магазинів «Блиск&Відро»
- Маяки: 1 супермаркет
- Миколаїв: 8 супермаркетів, 3 ресторани «Т-Спринт Кафе», 1 супермаркет низьких цін Пюре.
- Херсон: 1 супермаркет.
- Харків: 1 супермаркет, 1 ресторан «Т-Спринт Кафе», 1 побутовий магазин «Блиск&Відро».
- Київ: 1 делікатес-маркет «Космос».
- Хмельницький: 5 супермаркетів.
- Нікополь — 1 супермаркет низьких цін Пюре.
- Подільськ — 1 супермаркет низьких цін Пюре.